# Лудвиг Вилхелм Вернер фон дер Шуленбург

Лудвиг Вилхелм Вернер фон дер Шуленбург (на немски: Ludwig Wilhelm Werner Graf von der Schulenburg; * 20 януари 1768; † 21 юни 1811) е граф от „клона Волфсбург“ на клон Бетцендорф на благородническия род фон дер Шуленбург.,
Той е вторият син на дворцовия маршал в пруския двор при Фридрих Велики граф Гебхард Вернер фон дер Шуленбург-Волфсбург (1722 – 1788) и съпругата му София Шарлота фон Велтхайм (1735 – 1793), дъщеря на Фридрих Август фон Велтхайм (1709 – 1775) и фрайин Мария Анна Катарина Камейтски фон Елстиборс (1709 – 1760).

## Фамилия
Лудвиг Вилхелм Вернер фон дер Шуленбург се жени за Каролина Хенриета Ернестина фон дер Траутенберг-фон Байерн (* 6 февруари 1772; † 31 март 1832)
Те имат четири деца:
- Каролина София Хенриета фон дер Шуленбург (* 13 януари 1792), омъжена за Карл Якоб фон Шенк
- Вернер Лудвиг Едуард фон дер Шуленбург (* 20 февруари 1796)
- Густав Адолф Лудвиг фон дер Шуленбург (* 2 септември 1799), женен за Берта Кене (* 7 август 1809)
- Лудвиг Вилхелм Карл фон дер Шуленбург (* 28 юли 1805)